# Prologue de l'Évangile selon Jean

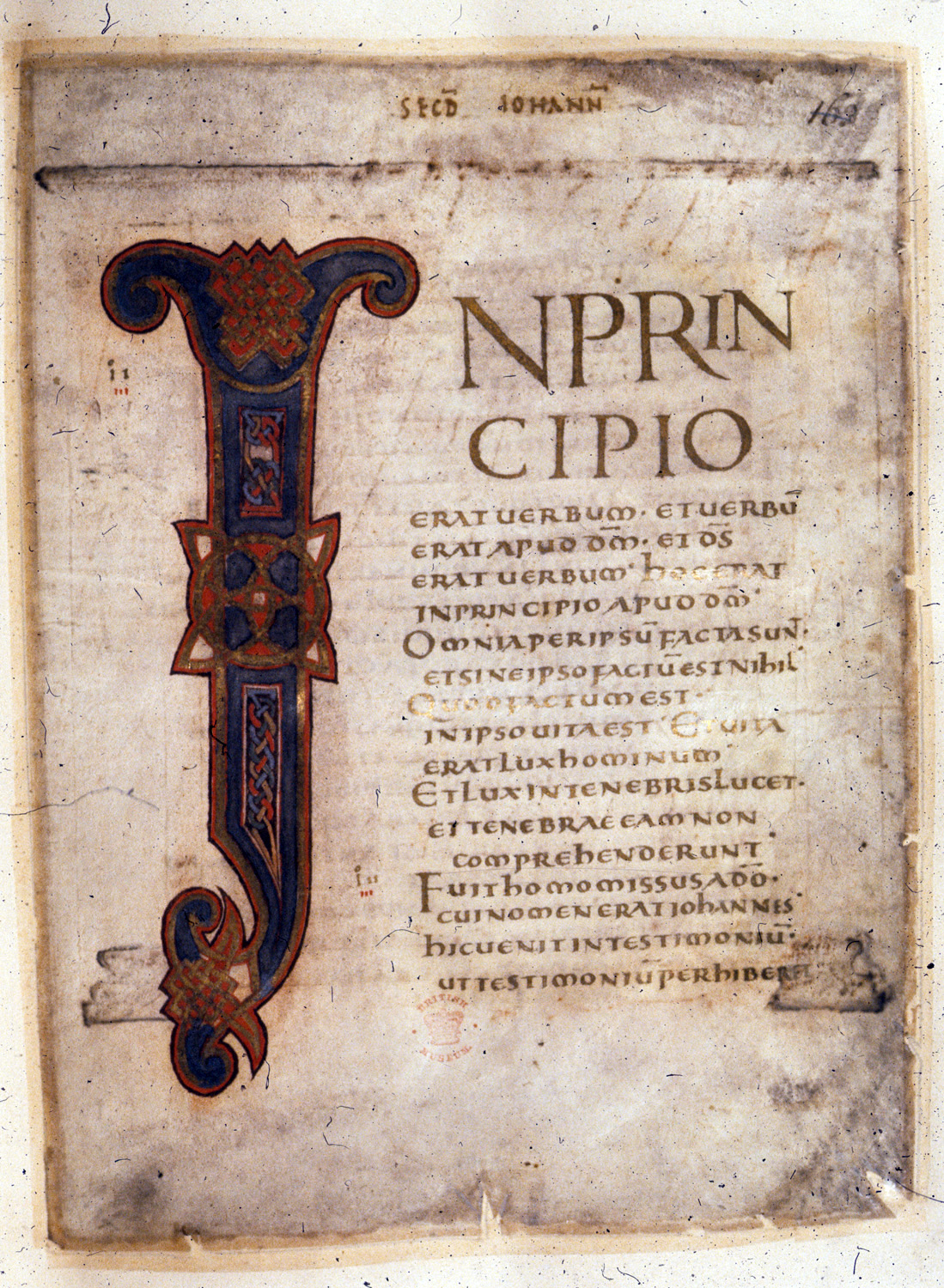
Jean 1:1. In principio erat Verbum... sont les premiers mots en latin de l'Évangile selon Jean, Évangéliaire d'Æthelstan, folio 162 recto, v. Xe siècle.

Les dix-huit premiers versets de l'Évangile selon Jean sont traditionnellement appelés le Prologue, bien que ce mot ne se trouve pas dans le texte. Celui-ci, écrit en grec, comme l'ensemble du Nouveau Testament, constitue une sorte de méditation sur la personne de Jésus-Christ, depuis la création du monde jusqu'à son incarnation. Le texte anime toute la mystique chrétienne et nourrit encore aujourd'hui la prière de beaucoup. Sa traduction, son interprétation, voire son attribution, sont toujours l'objet de débats scientifiques et doctrinaux.

## Le texte

### Traduction Crampon (1864)

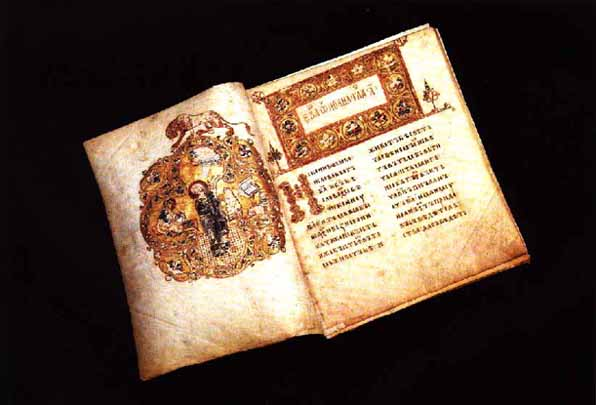
Jean 1:1, Évangéliaire d'Ostromir, avec le portrait de l'évangéliste, 1056-1057.

Traduction du Prologue de l'évangile selon Jean par Augustin Crampon (rédaction : 1864 ; édition : 1894) :
1. Au commencement était le Verbe, et le Verbe était auprès de Dieu, et le Verbe était Dieu.
2. Il était au commencement en Dieu.
3. Tout par lui a été fait, et sans lui n’a été fait rien de ce qui existe.
4. En lui était la vie, et la vie était la lumière des hommes,
5. Et la lumière luit dans les ténèbres, et les ténèbres ne l’ont point reçue.
6. Il y eut un homme, envoyé de Dieu ; son nom était Jean.
7. Celui-ci vint en témoin, pour rendre témoignage à la lumière, afin que tous crussent par lui :
8. non que celui-ci fût la lumière, mais il avait à rendre témoignage à la lumière.
9. La lumière, la vraie, celle qui éclaire tout homme, venait dans le monde.
10. Il (le Verbe) était dans le monde, et le monde par lui a été fait, et le monde ne l’a pas connu.
11. Il vint chez lui, et les siens ne l’ont pas reçu.
12. Mais quant à tous ceux qui l’ont reçu, Il leur a donné le pouvoir de devenir enfants de Dieu, à ceux qui croient en son nom,
13. Qui non du sang, ni de la volonté de la chair, ni de la volonté de l’homme, mais de Dieu sont nés.
14. Et le Verbe s’est fait chair, et il a habité parmi nous (et nous avons vu sa gloire, gloire comme celle qu’un fils unique tient de son Père), tout plein de grâce et de vérité.
15. Jean lui rend témoignage, et s’écrie en ces termes : « Voici celui dont je disais : Celui qui vient après moi, est passé devant moi, parce qu’il était avant moi. »
16. et c’est de sa plénitude, que nous avons tous reçu, et grâce sur grâce ;
17. parce que la loi a été donnée par Moïse, la grâce et la vérité sont venues par Jésus-Christ.
18. Dieu, personne ne le vit jamais : le Fils unique, qui est dans le sein du Père, c’est lui qui l’a fait connaître.

### Traduction Segond (1910)

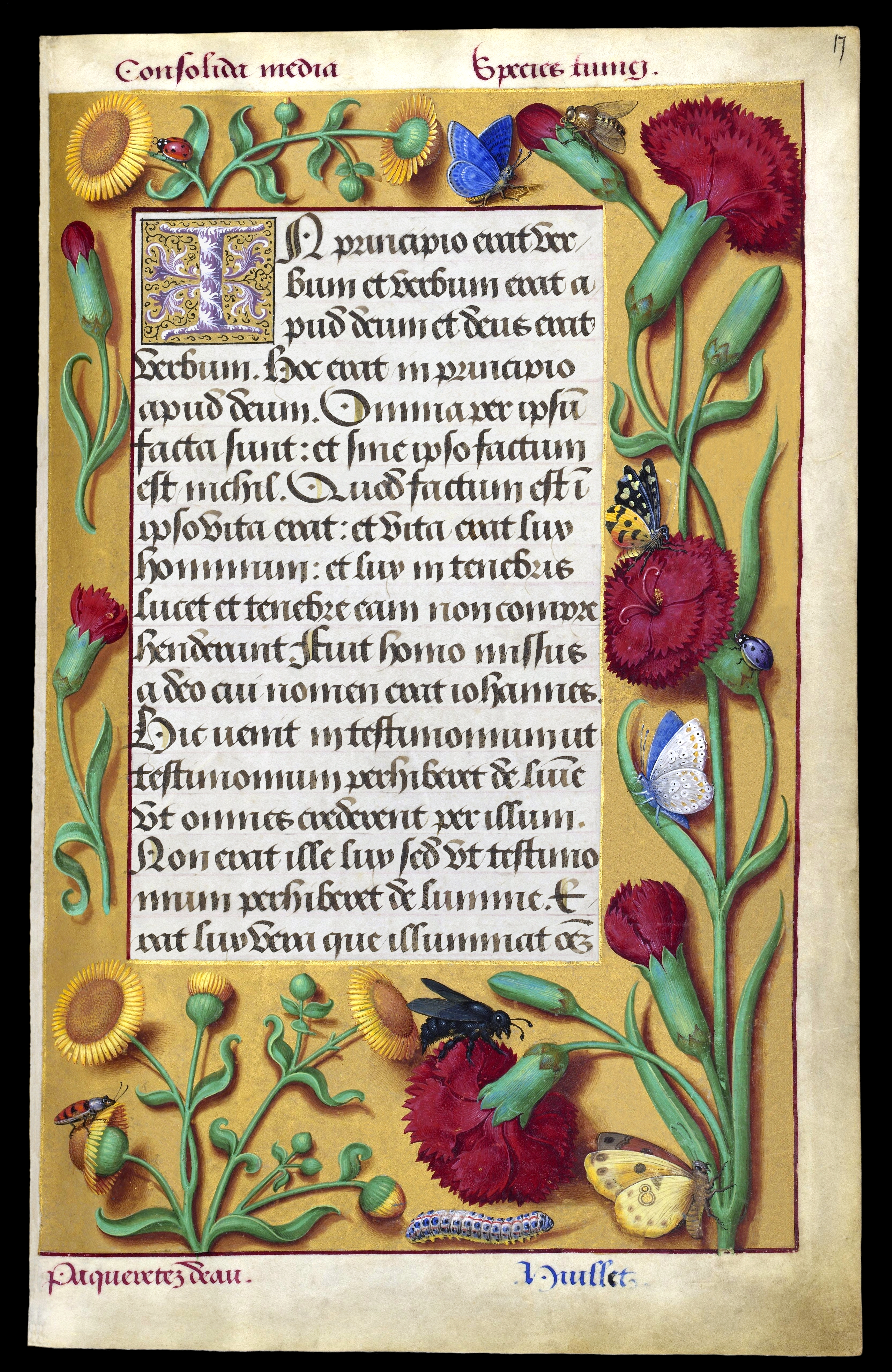
Jean 1:1, Les Grandes Heures d'Anne de Bretagne, XVIe siècle.

Traduction du Prologue de l'évangile selon Jean par Louis Segond :
1. Au commencement était la Parole, et la Parole était avec Dieu, et la Parole était Dieu.
2. Elle était au commencement avec Dieu.
3. Toutes choses ont été faites par elle, et rien de ce qui a été fait n’a été fait sans elle.
4. En elle était la vie, et la vie était la lumière des hommes.
5. La lumière luit dans les ténèbres, et les ténèbres ne l’ont point reçue.
6. Il y eut un homme envoyé de Dieu : son nom était Jean.
7. Il vint pour servir de témoin, pour rendre témoignage à la lumière, afin que tous crussent par lui.
8. Il n’était pas la lumière, mais il parut pour rendre témoignage à la lumière.
9. Cette lumière était la véritable lumière, qui, en venant dans le monde, éclaire tout homme.
10. Elle était dans le monde, et le monde a été fait par elle, et le monde ne l’a point connue.
11. Elle est venue chez les siens, et les siens ne l’ont point reçue.
12. Mais à tous ceux qui l’ont reçue, à ceux qui croient en son nom, elle a donné le pouvoir de devenir enfants de Dieu
13. lesquels sont nés non du sang, ni de la volonté de la chair, ni de la volonté de l’homme, mais de Dieu.
14. Et la parole a été faite chair, et elle a habité parmi nous, pleine de grâce et de vérité ; et nous avons contemplé sa gloire, une gloire comme la gloire du Fils unique venu du Père.
15. – Jean lui a rendu témoignage, et s’est écrié : C’est celui dont j’ai dit : Celui qui vient après moi m’a précédé, car il était avant moi.
16. – Et nous avons tous reçu de sa plénitude, et grâce pour grâce ;
17. car la loi a été donnée par Moïse, la grâce et la vérité sont venues par Jésus-Christ.
18. Personne n’a jamais vu Dieu ; le Fils unique, qui est dans le sein du Père, est celui qui l’a fait connaître.

## Composition
Pour l'anthropologue Marcel Jousse, sj, les 10 premiers versets comportent des « mots-crochets », autrement dit des répétitions de termes destinées à favoriser la mémorisation du texte. Cet aspect binaire caractérise ce que les successeurs de Jousse étudieront sous le nom de rhétorique sémitique.
Bernard Pautrat souligne dans la préface, l'actualisation pécharique évidente de l'Ancien Testament, Genèse 1.1 (dans les versets du prologue 1:5, puis 8:9) et celle, invisible dans les traductions en français « et il a habité parmi nous », de la citation textuelle de la Septante : « il a planté sa tente au milieu de nous » à propos du passage où David dans 2 samuel 6 1:23 ramène l'Arche à Jérusalem.
Dans le premier passage midrashique, le verbe se substitue à l'Esprit et est assimilé à la Lumière du verset 3 de Genèse 1. On constate là une compréhension différente de l'Esprit tant dans la Septante que dans la Bible hébraïque où celle-ci (Rouac'h est un mot féminin) représente la puissance divine, tandis que dans la Septante, il  représente la Raison, acception reçue dans le moyen aristotélisme, par exemple chez Plotin. Cette mutation en parole de Sagesse quasi hypostasiée est soulignée par Daniel Boyarin.
Les versets 10-13 décrivent la résurrection spirituelle déjà présente.
Pour la suite du texte, Jean-Robert Armogathe suggère une possible inspiration du texte dit de la « vocation d'Isaïe » dans l'expression « Dieu, nul ne l'a jamais vu ».
Dans le recueil de Pouderon et Norelli, Marie-Anne Vannier considère  le retour final du Fils à la droite du Père (Jn 1,18) comme une correction doctrinale tardive, ultérieure à la composition première du texte, qui dénie toute la direction vers laquelle tend l'évangile selon Jean. Il témoigne du débat alexandrin sur la trinité entre homo-ousiens, homéens voire anoméens.
Si l'influence de Philon d'Alexandrie n'est pas directe, de nombreux exégètes[réf. nécessaire] y voient sa marque dans le prologue de l'école Johannique.

## Utilisation doctrinale

### Dans le christianisme ancien
- Augustin d'Hippone se situe dans le débat évoqué ci-dessus. Dans les Homélies sur l'Évangile de Jean, il s'attache à démontrer l'hérésie des théories ariennes ;  selon sa lecture, entachée par le fait qu'il était piètre hellénisant, selon Lucien Jerphagnon[13], c'est Dieu-Trinité qui crée le monde : car « le Verbe était Dieu ». Pour lui, le terme « verbe » traduit mieux le grec λόγος (logos) que le terme « raison » (ratio), car le verbe signifie le rapport entre Dieu et les créatures (Livre des 83 questions).
- Basile de Césarée s'implique dans le même débat. Dans son Homélie sur Le Verbe s'est fait chair, le Verbe dont il est question ici n'est pas humain (puisque l'homme est la dernière des créatures), mais est le Fils unique. Il se situe dans la perspective christologique Logos-sarx[14].
- Pour Jean Chrysostome, cette idée de Verbe permet de détruire l'idée d'un rapport charnel entre Dieu et le Fils unique, engendré de manière incorruptible.[réf. nécessaire]

### Dans le catholicisme médiéval
Thomas d'Aquin s'est, lui aussi, longuement penché sur ce passage de l'évangile de Jean, en particulier dans la Catena in Ioannem.

## Utilisation liturgique du texte
Le prologue johannique est lu en tant qu'évangile pendant la troisième messe de Noël, en lieu et place d'un récit de la naissance du Christ.
La messe tridentine se conclut par la lecture du « dernier évangile », qui est ce prologue. Au moment où le prêtre prononce « Et Verbum caro factum est », le prêtre et les fidèles font une génuflexion. Cette lecture a été supprimée dans la réforme liturgique du rite romain par Paul VI en 1970.

### Théologie médiévale
- Jean Scot Erigène, Homélie sur le prologue de Jean
- Thomas d'Aquin, Commentaire sur l'Évangile de saint Jean, I, Le Prologue – La vie apostolique du Christ , Préface par M.-D. Philippe, o.p. – Traduction et notes sous sa direction
- Thomas d'Aquin , Catena in Ioannem (Chaîne d'or sur l'Évangile selon saint Jean)
- Maître Eckhart, Le Commentaire de l'Évangile selon Jean : Le Prologue, chap. 1, 1-18

### Études contemporaines
- Evangile selon Jean, Marc Girard, Mediaspaul
- (en) Richard Bauckham, Testimony of the Beloved Disciple, The Narrative History and Theology in the Gospel of John, 2007
- Raymond E. Brown , La Communauté du disciple bien-aimé, éditions du Cerf, collection « Lectio Divina », 1983
- Xavier Léon-Dufour , Lecture de l'évangile selon Jean , 4 volumes, 1988-1996
- Jean Zumstein, L'Évangile selon saint Jean (1-12), Labor et Fides, 2014
- Jean Zumstein, L'Évangile selon saint Jean (13-21), Labor et Fides, 2007
- Jean Zumstein, « L'Évangile selon Jean » dans Introduction au Nouveau Testament : son histoire, son écriture, sa théologie sous la direction de Daniel Marguerat, Labor et Fides, 2008